# Senador Camará
Senador Camará é um populoso bairro da Zona Oeste do município do Rio de Janeiro. O bairro tem um Índice de Desenvolvimento Humano (IDH) de 0,768, considerado médio, e uma renda per capita de R$ 251,09, segundo o IBGE no ano de 2000. A origem do nome do bairro se deve à estação ferroviária fundada em 1923, que homenageia o senador Otacílio de Carvalho Camará, que foi senador da República entre 1919 e 1920. Em Senador Camará, também há o bairro do Jabour, que é um Enclave de fato, mas com características de um bairro de classe média baixa, e tem um comércio local desenvolvido. Há um patrimônio histórico do bairro, a Fazenda do Viegas, que foi a sede do antigo Engenho da Lapa, fundado pelo colonizador Manuel de Souza Viegas no século XVII. A fazenda foi uma das precursoras da produção do café no Brasil e possui uma capela de Nossa Senhora da Lapa, construída em 1725. A fazenda foi tombada pelo Instituto Estadual do Patrimônio Cultural (Inepac) e pelo Instituto do Patrimônio Histórico e Artístico Nacional (Iphan), mas sofre com o abandono e a deterioração. Senador Camará faz limites com os bairros de Senador Vasconcelos, Campo Grande, Realengo, Bangu, Santíssimo, Vila Kennedy e Jabour, e também é cortado pelo Ramal de Santa Cruz da SuperVia.

## Índice de Desenvolvimento Humano Municipal (IDH-M)
O IDH-M é um índice composto por três indicadores de desenvolvimento humano:
- Longevidade - Vida longa e saudável
- Educação - Acesso ao conhecimento
- Renda - Padrão de vida

## Critérios
O índice varia de zero até 1, sendo considerado:
- baixo - Entre 0 e 0,499
- médio - De 0,500 a 0,799
- elevado - Igual ou acima de a 0,800

| Senador Camará                         | Senador Camará | Senador Camará |
| -------------------------------------- | -------------- | -------------- |
| Ranking                                | 105            | 105            |
| Espectativa de Vida (ao nascer)        | 67,39 anos     | 67,39 anos     |
| Taxa de Alfabetização de Adultos       | 93,63%         | 93,63%         |
| Taxa Bruta de Frequência Escolar       | 83,67%         | 83,67%         |
| Renda per Capita (ano 2000)            | R$ 251,09      | R$ 251,09      |
| Índice de Longevidade (IDH-L)          | 0,707          | 0,707          |
| Índice de Educação (IDH-E)             | 0,903          | 0,903          |
| Índice de Renda (IDH-R)                | 0,695          | 0,695          |
| Índice de Desenvolvimento Humano (IDH) | 0,768          | 0,768          |

Fonte: Instituto Brasileiro de Geografia e Estatística (IBGE) atualizado em 2013

## História
Com 105 515 habitantes — a população masculina representa 50 422 habitantes, enquanto a população feminina, 55 093 habilitantes (segundo informações do Instituto Brasileiro de Geografia e Estatística — IBGE - Censo Demográfico 2010) distribuídas numa área de 1.723,59 habitantes.
A origem do nome se deve a estação ferroviária fundada em 1923 que atende o bairro e leva o nome de Estação Senador Camará, em homenagem ao Senador Otacílio de Carvalho Camará, que foi Senador da República entre 1919 e 1920. 
O bairro é divido pela linha ferroviária do Ramal de Santa Cruz, atualmente operado pela empresa Supervia. No lado esquerdo da linha ferroviária, no sentido para Santa Cruz, o bairro é cortado pela Avenida Santa Cruz, onde está localizada a favela do Sapo, esta avenida faz a ligação entre os bairros de Realengo e Senador Vasconcelos.
No lado direito, o bairro é cortado pela Estrada do Taquaral e também pela Rua Coronel Tamarindo, que começa em Padre Miguel, atravessa o bairro de Bangu e termina no próprio bairro de Senador Camará, onde temos a Favela da Coreia, com altos índices de violência. Em Senador Camará, há o sub-bairro do Jabour, com característica de um bairro de classe media, localizado na parte mista do bairro junto com comércio local, próximo à favela do Rebu. Este bairro empreendido por Abrahão Jabour, recebeu maior investimento e teve em seu lançamento uma maior infraestrutura, o que lhe confere um aspecto melhor que as áreas vizinhas, pois foi idealizado para atender aos militares de Realengo e Vila Militar e demais trabalhadores da Zona Oeste.

Em Senador Camará, estão a Favela do Sapo e o Complexo da Coreia, este formado pela Favela da Coreia, Rebu, Selva de Pedra, Maraca, Chapa Quente, Morro do Céu, Chuchuzal, Mobral, Beira-Rio, Cavalo de Aço, Jacaré, entre outras comunidades.